# Agrotis sajana
Agrotis sajana là một loài bướm đêm trong họ Noctuidae.